# Авра Теодоропулу
А̀вра Теодоропу̀лу (на гръцки: Αύρα Θεοδωροπούλου) е гръцка пианистка, музикална педагожка и общественичка.

## Биография
Родена е на 3 ноември 1880 г. в Одрин, тогава в Османската империя, в семейството на Елени и Аристоменис Дракопулос, който е консул на Гърция в Одрин. Нейната сестра Теони Дракопулу е известна поетеса и актриса.
Семейството се установява на остров Крит, а по-късно се мести в Атина. В гимназията изучава английски, френски и немски.
По време на гръцко-турската война от 1897 г. е милосърдна сестра. През 1900 г. завършва Атинската консерватория. През същата година се запознава със Спирос Теодоропулу – политик и писател, известен с псевдонима си Агис Терос. Женят се през 1906 г.
По време на Балканската война отново е милосърдна сестра. Удостоена е с Медала на Гръцкия Червен кръст, Медала на кралица Олга, медал за участие в Балканската война и медал за участие в Междусъюзническата война.
През 1918 г. напуска Атинската консерватория и започва да преподава в Гръцката консерватория. През 1920 г., заедно с Роза Иввриоти, Мария Негрепонте, Агни Русопулос, Мария Сволу и други феминистки, създава Лигата за правата на жената и Международния алианс за изборно право за жените. От самото си създаване организацията е една от най-динамичните гръцки феминистки организации. През 1920 г. представя резолюция към гръцкото правителство от името на организацията, с което настоява за разглеждане на правните неравенства, забраняващи на жените да гласуват. В периода 1921 – 1958 г., с прекъсване по време на Втората световна война, когато организацията е забранена, е президент на Лигата.
През 1922 г. насочва вниманието си към Службата за надзор и Националната закрила, като и двете организации имат за цел да помогнат бежанците от Гръцко-турската война. В края на конфликта Гърция беше наводнена с бежанци, а Службата за надзор на Лигата осигури доброволци на петдесет селища за предоставяне на помощ.
Член на управителния съвет на Международния алианс за изборно право за жените до 1935 г. Като член на Алианса организира конференция, на която се осноава Малка женска антанта. На конференция в Букурещ получава Медала на югославския крал Александър I за работата си за мир. Малката женска антанта е съставена от феминистки от Чехословакия, Гърция, Полша, Румъния и Югославия. Тя съдейства за организирането на техните годишни конференции.
През 1936 г. започва да преподава в Националната консерватория на Гърция. През 1946 г. става председател на новосформираната Панелинистична федерация на жените, която е създадена, за да обедини всички женски организации и да уравновеси левите и десните сили. По-късно възобновява членството си в Международния алианс за изборно право за жените, като присъства на конференциите в Амстердам (1949), Стокхолм (1951), Неапол (1952), Коломбо (1955), Копенхаген (1956) и Атина (1958). През 1952 г. гръцките жени получават изборни права. Пенсионира се като преподавател през 1957 г. и от Лигата за правата на жените през 1958 г. По-късно работи като музикален критик, публикува свои материали във вестници и списания. След смъртта на съпруга си през 1961 г. подрежда техните архиви. Умира на 20 януари 1963 г. в Атина.